# День працівників харчової промисловості
Де́нь працівникі́в харчово́ї промисло́вості — професійне свято працівників харчової промисловості України. Відзначається щорічно у третю неділю жовтня.

## Історія свята
Свято встановлено в Україні «…на підтримку ініціативи працівників харчової промисловості, а також професійних спілок…» згідно з Указом Президента України «Про День працівників харчової промисловості» від 8 серпня 1995 року № 714/95.